# Paradamoetas
Paradamoetas  (лат.) — род аранеоморфных пауков из подсемейства Dendryphantinae в семействе пауков-скакунов (Salticidae). Представители рода распространены в Центральной и Северной Америке.

## Виды
- Paradamoetas carus (Peckham & Peckham, 1892) — Мексика до Сальвадора
- Paradamoetas changuinola Cutler, 1982 — Панама
- Paradamoetas fontanus (Levi, 1951) — США, Канада
- Paradamoetas formicinus Peckham & Peckham, 1885 — США до Никарагуа